# Liste der Kulturdenkmale in Albersdorf (Holstein)
In der Liste der Kulturdenkmale in Albersdorf sind alle Kulturdenkmale der schleswig-holsteinischen Gemeinde Albersdorf (Kreis Dithmarschen) aufgelistet (Stand: 10. März 2025).
Die Bodendenkmale sind in der Liste der Bodendenkmale in Albersdorf (Holstein) erfasst.

## Legende
In den Spalten befinden sich folgende Informationen:
- Objekt-ID: die Nummer des Kulturdenkmales
- Lage: die Adresse des Kulturdenkmales und die geographischen Koordinaten. Kartenansicht, um Koordinaten zu setzen. In der Kartenansicht sind Kulturdenkmale ohne Koordinaten mit einem roten Marker dargestellt und können in der Karte gesetzt werden. Kulturdenkmale ohne Bild sind mit einem blauen Marker gekennzeichnet, Kulturdenkmale mit Bild mit einem grünen Marker.
- Offizielle Bezeichnung: Bezeichnung des Kulturdenkmales
- Beschreibung: die Beschreibung des Kulturdenkmales
- Bild: ein Bild des Kulturdenkmales

## Sachgesamtheiten
| Objekt-ID      | Lage                                       | Offizielle Bezeichnung | Beschreibung | Bild                             |
| -------------- | ------------------------------------------ | ---------------------- | --- | -------------------------------- |
| 40366 Wikidata | Kapellenplatz (54° 8′ 53″ N, 9° 16′ 56″ O) | Kirche St. Remigius    | Kirche St. Remigius mit Ausstattung, Kirchhof, Grabmale bis 1870, Feldsteinwall, Lindenkranz - Begründung: geschichtlich, künstlerisch, städtebaulich, Kulturlandschaft prägend | weitere Fotos \| Fotos hochladen |

## Bauliche Anlagen
| Objekt-ID      | Lage                                           | Offizielle Bezeichnung                              | Beschreibung | Bild                             |
| -------------- | ---------------------------------------------- | --------------------------------------------------- | --- | -------------------------------- |
| 55161          | An den Anlagen (54° 8′ 40″ N, 9° 17′ 2″ O)     | Ehrenmal für die Gefallenen des Zweiten Weltkrieges | Ehrenmal für die Gefallenen des Zweiten Weltkrieges; 1953, von Wilhelm Johann Schwinghammer; halbrunde Anlage von 12,8 m Durchmesser, Stufenpodest mit Begrenzung durch Ziegelmauer mit Eckpfeilern und Inschriften-Tafeln, Quadersockel mit Inschriften und Kunstguss-Skulptur eines Knienden, weiß gekalkt - Schutzumfang: Ehrenmal für die Gefallenen des Zweiten Weltkrieges - Begründung: Geschichtlich, Künstlerisch, Städtebaulich, Wissenschaftlich                                                                      | weitere Fotos \| Fotos hochladen |
| 464 Wikidata   | Bahnhofstraße 16 (54° 8′ 45″ N, 9° 17′ 15″ O)  | Villa                                               | Das Gebäude ist im Ort als ehemaliges „Kanalbauamt“ bekannt.; Alteintragung (Aktualisierung vorgesehen) - Begründung: geschichtlich, künstlerisch, städtebaulich - Schutzumfang: gesamtes Objekt - Denkmaltyp: Bauliche Anlage | Fotos hochladen                  |
| 10013 Wikidata | Bahnhofstraße 16 (54° 8′ 45″ N, 9° 17′ 15″ O)  | Kutscherhaus                                        | Alteintragung (Aktualisierung vorgesehen) - Begründung: Alteintragung (Aktualisierung vorgesehen) - Schutzumfang: Alteintragung (Aktualisierung vorgesehen) - Denkmaltyp: Bauliche Anlage | Fotos hochladen                  |
| 12521          | Brutkamp 12 a (54° 8′ 36″ N, 9° 17′ 18″ O)     | Wulf-Isebrand-Schule                                | Wulf-Isebrand-Schule; 1912–13, vermutlich Planung des Kreisbauamtes; zweigeschossiger Sichtziegelbau mit Walmdach und beiderseitig firsthohen Zwerchhäusern, Gliederung durch Eckrustika und schmale Blendbögen; 1926 zweigeschossige Erweiterung als Kopfbau mit Monumentalplastik mit der Darstellung Wulf Isebrands von Hermann Janns nach Entwurf von Hans Groß - Begründung: geschichtlich, künstlerisch, städtebaulich - Schutzumfang: Wulf-Isebrand-Schule, Monumentalplastik Wulf Isebrand - Denkmaltyp: Bauliche Anlage | BW                               |
| 9203 Wikidata  | Friedrichstraße 5 (54° 8′ 47″ N, 9° 16′ 57″ O) | ehem. Gasthof „Zur Erholung“                        | Alteintragung (Aktualisierung vorgesehen) - Begründung: geschichtlich, städtebaulich - Schutzumfang: - Denkmaltyp: Bauliche Anlage | Fotos hochladen                  |
| 461 Wikidata   | Kapellenplatz (54° 8′ 53″ N, 9° 16′ 57″ O)     | Kirche St. Remigius mit Ausstattung                 | Alteintragung (Aktualisierung vorgesehen) - Begründung: geschichtlich, künstlerisch, städtebaulich - Schutzumfang: gesamtes Objekt - Denkmaltyp: Bauliche Anlage, Sachgesamtheit: Kirche St. Remigius | weitere Fotos \| Fotos hochladen |
| 5125 Wikidata  | Oesterstraße 7 (54° 8′ 52″ N, 9° 17′ 8″ O)     | Wohn- und Wirtschaftsgebäude                        | Alteintragung (Aktualisierung vorgesehen) - Begründung: geschichtlich, städtebaulich - Schutzumfang: gesamtes Objekt - Denkmaltyp: Bauliche Anlage | Fotos hochladen                  |
| 466 Wikidata   | Oesterstraße 8 (54° 8′ 50″ N, 9° 17′ 9″ O)     | Querdielenhaus                                      | heutiges Bürgerhaus; Alteintragung (Aktualisierung vorgesehen) - Begründung: geschichtlich, städtebaulich - Schutzumfang: gesamtes Äußeres - Denkmaltyp: Bauliche Anlage | Fotos hochladen                  |
| 467 Wikidata   | Zur Wassermühle 10 (54° 9′ 9″ N, 9° 16′ 38″ O) | Wassermühle                                         | Alteintragung (Aktualisierung vorgesehen) - Begründung: Alteintragung (Aktualisierung vorgesehen) - Schutzumfang: Alteintragung (Aktualisierung vorgesehen) - Denkmaltyp: Bauliche Anlage | weitere Fotos \| Fotos hochladen |
| 27770 Wikidata | Zur Wassermühle 10 (54° 9′ 8″ N, 9° 16′ 38″ O) | Wasserführung                                       | Alteintragung (Aktualisierung vorgesehen) - Begründung: Alteintragung (Aktualisierung vorgesehen) - Schutzumfang: Alteintragung (Aktualisierung vorgesehen) - Denkmaltyp: Bauliche Anlage | Fotos hochladen                  |
| 27771 Wikidata | Zur Wassermühle 10 (54° 9′ 9″ N, 9° 16′ 39″ O) | Mühlenwehr                                          | Alteintragung (Aktualisierung vorgesehen) - Begründung: Alteintragung (Aktualisierung vorgesehen) - Schutzumfang: Alteintragung (Aktualisierung vorgesehen) - Denkmaltyp: Bauliche Anlage | BW                               |

## Gründenkmale
| Objekt-ID      | Lage                                          | Offizielle Bezeichnung | Beschreibung | Bild                             |
| -------------- | --------------------------------------------- | ---------------------- | --- | -------------------------------- |
| 9928 Wikidata  | Bahnhofstraße 16 (54° 8′ 43″ N, 9° 17′ 15″ O) | Garten                 | Alteintragung (Aktualisierung vorgesehen) - Begründung: geschichtlich, Kulturlandschaft prägend - Schutzumfang: gesamtes Objekt - Denkmaltyp: Gründenkmal                                                                                               | Fotos hochladen                  |
| 19646 Wikidata | Kapellenplatz (54° 8′ 54″ N, 9° 16′ 53″ O)    | Kirchhof               | Kirchhof, Grabmale bis 1870, Feldsteinwall, Lindenkranz; Alteintragung (Aktualisierung vorgesehen) - Begründung: geschichtlich, Kulturlandschaft prägend - Schutzumfang: gesamtes Objekt - Denkmaltyp: Gründenkmal, Sachgesamtheit: Kirche St. Remigius | weitere Fotos \| Fotos hochladen |

## Quelle
- Liste der Kulturdenkmale in Schleswig-Holstein – Kreis Dithmarschen (PDF)

- Karte mit allen Koordinaten:
- OSM |
- WikiMap